# Il debutto
Il debutto (Начало) è un film del 1970 diretto da Gleb Anatol'evič Panfilov.